# Carl Schwieler
Carl August Herman Schwieler, född 11 mars 1821 i Stockholm, död där 9 maj 1884, var en svensk industriman.
Schwieler, som tillhörde en från Schweiz härstammande ätt, studerade i Tyskland såväl teoretiskt som praktiskt sockerraffineringen och deltog 1855 i grundläggandet av Tanto sockerbruk, vars disponent han snart därefter blev efter W.A. Freundt. Schwieler bidrog i hög grad till utvecklingen av den svenska sockerindustrin och skapade Tantobrukets stora anseende inom denna näringsgren.

## Biografi
Schwieler fick sin skolutbildning i en enskild läroanstalt och sedermera vid Hillska skolan å Barnängen. Vid fjorton års ålder skickades han till Tyskland, där han 1835-1836 genomgick praktiska handelsinstitutet i Lübeck. Han fick därefter i Hamburg lära sig sockerraffineringen och deltog där praktiskt under en av tre år i alla till sockerfabrikationen hörande göromål och detaljer. 
Han återkom till Sverige 1840 och anställdes då, vid 19 års ålder, hos sin far (Carl Ludwig Herman Schwieler) vid dennes sockerfabrik på Blasieholmen. Han gifte sig med Fredrika Sophia Johanna Kräfft år 1843, och i detta äktenskap föddes Fredrika Carolina 1844, Carl Jacob 1845 samt Carl Ludwig 1846. Sistnämnde son blev endast en timme gammal och strax efter hans död avled även modern 22 år gammal. Den 30 maj 1852 gifter Carl August om sig med Eva Lovisa Florentina Hellbom. De gifte sig i Tyskland. Barnen var då nästan 8 respektive 7 år gamla. Och så kom barnen i det nya äktenskapet: Johan Ludwig 1853, Hjalmar Florentin 1855, Eva Johanna 1856 och slutligen Edward Wilhelm 1858. Den sistnämnde avled redan i april påföljande år, dödsorsak; konvulsioner. 
Av Carl Augusts barn i första äktenskapet hade Fredrika Carolina blivit stor, och 1862 vid 18 års ålder gifte hon sig med grosshandlaren Wilhelm Scharp, som då var 37 år. I äktenskapet föddes fem barn. Av barnen i det andra äktenskapet dig den äldsta redan som nioåring i tyfoidfeber. Det andra barnet, Hjalmar tycks ha varit svagsint redan från födseln. Det finns flera brev sparade mellan honom och hans far, och det förefaller där som om Carl August inte ville acceptera att hans son var svagsint. Carl August uppmuntrade Hjalmar med att vara duktig och läsa och skriva etc. och till slut fick han komma till Tyskland med hjälp av släktingarna i Hamburg och fick arbete på lantbruk. Men ingenting tycks ha hjälpt. 
Carl August dog 9 maj 1884.

## Släkt

### Familj och Barn
Carl August Herman Schwieler gifte sig första gången 1843 med Fredrika Sophia Johanna Kräfft och fick följande barn:
1. Fredrika Carolina Schwieler (1844-1882), gift med Wilhelm Henrik Scharp.
2. Carl Jacob Herman Schwieler (1845-1878), dog ogift och barnlös.
3. Carl Ludwig Herman Schwieler, född och död 18 januari 1846.

Carl August gifte om sig 1852 med Eva Lovisa Florentina Hellbom och fick följande barn:
1. Johann Ludwig Herman Schwieler (1853-1862)
2. Hjalmar Florentin Herman Schwieler (1855-1929), dog ogift och barnlös.
3. Eva Johanna Schwieler (1856-1886), gift med Klas Emil Nicolaus Trägårdh.
4. Edward Wilhelm Herman Schwieler (1858-1859)[4][5]